# Erbium(III)oxide
Erbium(III)oxide is een anorganische erbium- en zuurstofverbinding met als brutoformule Er2O3. De stof komt voor als roze kristallen.
Erbium(III)oxide wordt soms, omwille van de kleur, gebruikt bij het kleuren van glas. Het wordt ook toegepast bij optische vezels en optische amplifiers.
De stof werd in 1843 gedeeltelijk geïsoleerd door Carl Gustaf Mosander, maar pas in zuivere vorm bekomen door Georges Urbain en Charles James in 1905.